# قلعه حسن ابدال
قلعه حسن ابدال مربوط به دوره قاجار - دوره پهلوی است و در شهرستان بهار، بخش صالح آباد، دهستان دیم کاران، روستای حسن ابدال واقع شده و این اثر در تاریخ ۱۸ اسفند ۱۳۸۷ با شمارهٔ ثبت ۲۵۱۱۷ به‌عنوان یکی از آثار ملی ایران به ثبت رسیده است.